# Billungstraße 5 (Quedlinburg)

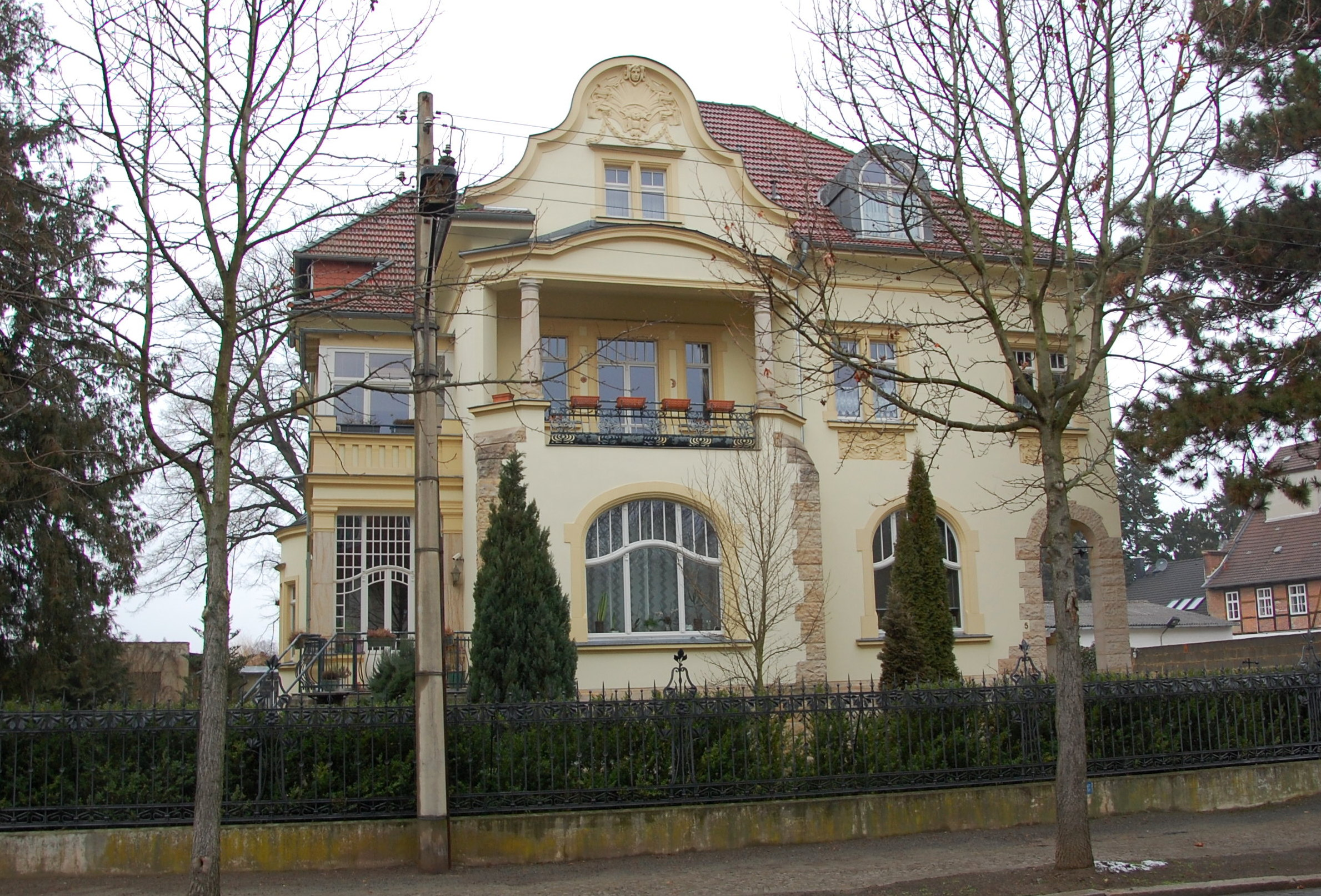
Villa Billungstraße 5

Das Haus Billungstraße 5 ist eine denkmalgeschützte Villa in der Stadt Quedlinburg in Sachsen-Anhalt.

## Lage
Sie liegt südlich des Quedlinburger Schloßberges und ist im Quedlinburger Denkmalverzeichnis eingetragen.

## Architektur und Geschichte
Die repräsentative Villa entstand mit aufwendig gestalteter Gliederung im Jahr 1907, wobei sowohl Elemente des Jugendstils  als auch des Historismus zum Einsatz kamen. Auffällig ist die Farbigkeit und der Einsatz unterschiedlicher Materialien bei der Fassadengestaltung. So findet sich neben Bossenquaderung auch Putz und Werkstein.